# Lere (Nigeria)
Lere è una delle ventitré aree a governo locale (local government areas) in cui è suddiviso lo stato di Kaduna, in Nigeria. Estesa su una superficie di 2.158 chilometri quadrati, conta una popolazione di 331.161 abitanti.